# Francis Dessain
Francis Dessain (Mechelen, 25 juli 1875 - aldaar, 23 augustus 1951) was een Belgisch kanunnik, voetballer en voetbalvoorzitter.

## Levensloop
Hij was de jongere broer van Karel Dessain, die burgemeester van Mechelen was. Hij studeerde rechten in Engeland aan de Oratory School in Birmingham en de Christ Church in Oxford waar hij ook voetbalde. 
In België speelde hij als voetballer voor Léopold Club van 1894 tot 1905 een speelde 30 wedstrijden op het hoogste niveau en scoorde 6 doelpunten. Hij werd ook kapitein van de nationale ploeg. In 1905 trok hij naar de pas opgerichte Mechelse voetbalclub FC Malinois, het latere KV Mechelen, en werd er ca. 1906 voorzitter, een functie die hij ruim veertig jaar zou bekleden. In 1913 stopte hij met voetballen en werd hij ondervoorzitter van het Uitvoerend Comité van de Voetbalbond. 
Na het uitbreken van de Eerste Wereldoorlog werd hij enkele maanden als waarnemend burgemeester van Mechelen aangesteld, buiten de gemeenteraad, wat hoogst uitzonderlijk was. Dit gebeurde omdat de burgemeester, zijn broer Karel Dessain, in Engeland verbleef samen met een grote groep Mechelse vluchtelingen. Gedurende de rest van de oorlog stond hij aan het hoofd van het Nationaal Hulp- en Voedingskomiteit voor het arrondissement Mechelen. In december 1915 trad Francis Dessain binnen in het seminarie en op 2 januari 1921 werd hij priester gewijd, en later dat jaar werd hij kanunnik. Hij werd privésecretaris van de kardinalen Mercier en Van Roey, aartsbisschoppen van Mechelen. Hij gaf later ook nog les aan het Sint-Romboutscollege in Mechelen.
Hij werd ook ondervoorzitter (vanaf 1937) en voorzitter van de Belgische Voetbalbond (1943-1951), waar hij zijn stadsgenoot de Mechelse liberale politicus advocaat Oscar Vankesbeeck opvolgde. Hij werd na zijn overlijden door zijn neef Patrick Dessain opgevolgd als voorzitter van KV Mechelen.